# Kennedy Miller Mitchell
Kennedy Miller Mitchell Productions (tot 2009 bekend als Kennedy Miller Productions) is een Australisch film-, televisie- en videogameproductiebedrijf in Sydney, dat sinds 1978 televisieprogramma's en films produceert. Het bedrijf is verantwoordelijk voor enkele van de bekendste en meest succesvolle films van Australië, waaronder de vijf Mad Max-films, de twee Babe-films en de twee Happy Feet-films.
Kennedy Miller Mitchell is een van de oudste filmproductiebedrijven van Australië en internationaal gezien het meest succesvol. Het bedrijf wordt geleid door George Miller en Doug Mitchell, die sinds 1981 financieel partner is en tevens de productiepartner van George Miller.
Veel van de films worden geregisseerd door medeoprichter George Miller, hoewel hij soms een organisatorische rol op zich neemt en er de voorkeur aan geeft om de regie aan iemand anders over te laten, zoals bij Babe, geregisseerd door Chris Noonan.
Het meest recente project van het bedrijf was de vijfde Mad Max-film, getiteld Furiosa: A Mad Max Saga. De film, een prequel en spin-off van de serie, werd uitgebracht op 23 mei 2024 en werd lovend ontvangen door critici, maar de opbrengst aan de kassa viel tegen.